# Fay-de-Bretagne

Localització de Fay-de-Bretagne

Fay-de-Bretagne (en bretó Faouell) és un municipi francès, situat a la regió de país del Loira, al departament de Loira Atlàntic, que històricament va formar part de la Bretanya. L'any 2006 tenia 2.877 habitants. Limita amb Blain, Notre-Dame-des-Landes, Vigneux-de-Bretagne, Le Temple-de-Bretagne, Malville, Savenay i Bouvron.

## Demografia
| 1962                                       | 1968  | 1975  | 1982  | 1990  | 1999  |
| ------------------------------------------ | ----- | ----- | ----- | ----- | ----- |
| 2.046                                      | 2.109 | 1.947 | 2.175 | 2.388 | 2.489 |
| Des de 1962: població sense dobles comptes |       |       |       |       |       |

## Administració
| Període   | Identitat      | Partit |
| --------- | -------------- | ------ |
| 1980-1987 | Laurent Sicard |        |
| 1987-1994 | René Bernard   |        |
| 1994-2008 | Gérard Portais |        |
| 2008-     | Édith Sardais  |        |